# Котенёва, Анна Валентиновна
А́нна Валенти́новна Котенёва (19 июля 1957, Москва, СССР — 15 ноября 2021, Москва, Россия) — советский и российский психолог, специалист по общей психологии, психологии личности, социальной психологии, экстремальной психологии и православной психологии. Доктор психологических наук (2010), доцент (2001). Член-корреспондент Российской академии естествознания (РАЕ).
Профессор кафедры политологии и социологии Московского государственного текстильного университета имени А. Н. Косыгина (2011–2012). Профессор кафедры политологии и социологии Московского государственного университета дизайна и технологии (2013). Профессор кафедры научных основ экстремальной психологии Московского государственного психолого-педагогического университета (2013–2021). 

## Биография
Родилась 19 июля 1957 года в Москве в семье служащих. Отец — Валентин Васильевич Челышев, инженер-конструктор. Мать — Галина Степановна Челышева, учительница английского языка. Старший брат — Павел Валентинович Челышев, философ. Муж — Игорь Олегович Котенёв, психолог, специалист по экстремальной, юридической и социальной психологии, полковник внутренней службы в отставке, кандидат психологических наук (1994), доцент (2004); доцент, заместитель заведующего и заведующий (2004—2008) кафедрой психологии, педагогики и организации работы с кадрами Академии управления МВД России, доцент кафедры юридической психологии учебно-научного комплекса психологии служебной деятельности Московского университета МВД России имени В. Я. Кикотя; член Координационно-методического совета по психологической работе с личным составом органов, организаций, подразделений системы МВД России; участник ликвидации последствий аварии на Чернобыльской АЭС (1986), Почётный сотрудник МВД России. 
В 1979 году окончила факультет психологии МГУ имени М. В. Ломоносова по кафедре общей психологии.
В 1979–1981 годах — младший научный сотрудник Московского медицинского стоматологического института. 
В 1981–1993 годах — инженер, младший научный сотрудник, научный сотрудник Центрального научного исследовательского института «Монолит». 
В 1987 году заочно окончила аспирантуру сектора проблем научного творчества Института истории естествознания и техники имени С. И. Вавилова АН СССР.  
В 1988 году в МГУ имени М. В. Ломоносова под научным руководством доктора психологических наук, профессора М. Г. Ярошевского защитила диссертацию на соискание учёной степени кандидата психологических наук по теме «Исследование факторов мотивации деятельности учёных в научном коллективе» (специальность 19.00.05 — социальная психология).
В 1993 году — главный библиотекарь Государственной республиканской детской библиотеки РСФСР. 
С 1993 года — старший преподаватель, с 1995 года — доцент, в 2011–2013 годах — профессор кафедры политологии и социологии Московского государственного текстильного университета имени А. Н. Косыгина. 
В 2001 году присвоено учёное звание доцента по кафедре психологии.  
В 2010 году в Психологическом институте РАО защитила диссертацию на соискание учёной степени доктора психологических наук по теме «Психологическая защита с позиций христианской антропологии» (специальность 19.00.01 — общая психология, психология личности, история психологии); официальные оппоненты — академик РАО, доктор психологических наук, профессор И. В. Дубровина, член-корреспондент РАО, доктор психологических наук, профессор В. И. Панов и академик РАО, доктор медицинских наук, профессор В. А. Пономаренко; ведущая организация — Институт психологии РАН. 
В 2013 году была профессором кафедры политологии и социологии Московского государственного университета дизайна и технологии.   
С 2013 года — профессор кафедры научных основ экстремальной психологии Московского государственного психолого-педагогического университета.
С С 2015 года — член Объединённого диссертационного совета при Академии управления МВД России и МГППУ по защите докторских (кандидатских) диссертаций по психологическим и педагогическим наукам (председатель - доктор психологических наук, профессор М. И. Марьин). 
Скончалась 15 ноября 2021 года после продолжительной болезни. Отпевание и панихиду совершили протоиерей Алексий Фокин и настоятель храма преподобного Феодора Студита у Никитских ворот протоиерей Димитрий Лин.
Крестилась в храме Феодора Стратилата на Антиохийского подворье в Москве. Была прихожанкой храма пророка Божия Илии в Обыденском переулке и храма преподобного Феодора Студита у Никитских ворот, где её духовником являлся игумен Ермоген (Голин).

## Научная деятельность
Является разработчиком научной концепции психологической защиты личности, соединившей на междисциплинарной основе подходы к данной проблеме, сложившиеся в психологии, религии и философии. В частности, обращалась к наследию патристики при разработке концепции «иерархического единства духовных, душевных, интеллектуальных и телесных процессов развития личности» и «укрепления её психологического здоровья и преодоления деструктивных разновидностей психологической защиты». В рамках христианской антропологии исследовала и систематизировала опыт духовно-нравственного развития человека, а также способы и методы анализа кризисных психологических состояний, укрепления здоровья личности и преодоления переживаний травмирующих психику. 
В последние годы проводила прикладные исследования духовно-нравственных и психологических детерминант биопсихологического возраста у представителей различных профессий экстремального профиля.
Автор более 100 научных трудов, включая 10 учебных и учебно-методических, в таких областях знания, как общая психология, социальная психология, психология личности, экстремальная психология и православная психология.
Была участником XXII (Сеул, 2008) и XXIII (Афины, 2013) Всемирных философских конгрессов, XVI Европейского психологического конгресса (Москва, 2019).

## Награды
- Благодарность Фонда по премиям памяти Митрополита Московского и Коломенского Макария (Булгакова) (2009)[1][2].
- Серебряный знак Ψ за большой личный вклад в развитие психологической науки и образования (2017).

## Научные труды

### Монографии
- Котенёва А. В. Духовность личности как фактор преодоления деструктивной психологической защиты. Научная монография. – М.: МГТУ имени А. Н. Косыгина, 2007. – 376 с. ISBN 978-5-8196-0110-5
- Челышев П. В., Котенёва А. В. Очерки по социальной философии: утопическая мысль от древности до наших дней. / Мин-во образования и науки РФ, Московский гос. горный ун-т, Каф. философии и культурологии. – М.: МГГУ, 2012. – 352 с.
- Челышев П. В., Котенёва А. В. Очерки по истории мировой культуры: боги и герои античной мифологии. / Мин-во образования и науки РФ, Московский гос. горный ун-т, Каф. философии и культурологии. – М.: МГГУ, 2013. – 351 с.
- Котенёва А. В. Психологическая защита личности. Научная монография. — М.: МГГУ, 2013. – 562 с. ISBN 978-5-91615-037-7
- Котенёва А. В. Психология в эпических поэмах Гомера: понятия, феномены и механизмы. – Saarbrücken: LAP LAMBERT Academic Publishing, 2016. – 172 с.

### Учебные издания
- Актуальные проблемы философии. Личность и защитные механизмы. Учебное пособие. – Вып. 1. — М., МГГУ, 2000. – 80 с.
- Философское наследие и современность. Учебное пособие для студентов, изучающих философию. – Вып. 5. (в двух частях). Ч.2. – М.: МГГУ, 2004. – 74 с.
- Психология личности. Методическая разработка. – М.: МГТУ имени А. Н. Косыгина, 2005. – 60 с.
- Философское наследие и современность. Учебное пособие для студентов, изучающих философию. – Вып. М., МГГУ, 2006. – 92 с.
- Психология. Методическая разработка. – М.: МГТУ имени А. Н. Косыгина, 2009. – 52 с.
- Социальная психология: Учебник для студентов вузов /под ред. А. М. Столяренко. – 2-е изд., перераб. и доп. — М.: ЮНИТИ-ДАНА, 2009. – 543 с. (Гриф МО РФ. Гриф МВД РФ)
- Социальная психология: Учебник для студентов вузов / под ред. А. М. Столяренко. – 2-е изд., перераб. и доп. — М.: ЮНИТИ-ДАНА, 2016. – 431 с. (Гриф МО РФ. Гриф МВД РФ)
- Пенитенциарная психология: психологическая работа с осужденными, отбывающими наказание в виде лишения свободы : учебное пособие для вузов / В. М. Поздняков и др.; под общ. ред. В. М. Позднякова. — М.: Издательство Юрайт, 2020. — 222 с.
- Психология служебной деятельности : учебник и практикум для вузов / А. В. Кокурин [и др.] ; под общ. ред. А. В. Кокурина, В. Е. Петрова, В. И. Екимовой, В. М. Позднякова. — М.: Издательство Юрайт, 2020. — 375 с.

### Статьи
на русском языке
- Дегтярёв В. П., Котенёва А. В., Андриевская Г. С. Влияние мотивации на эффективность деятельности человека в условиях электрокожного раздражения // Физиология человека. — 1983. — Т. 9. — № 4. — С. 575–578.
- Котенёва А. В. Психическое состояние и эффективность деятельности. Психическая травматизация у студентов // Мир психологии. – 1998. – № 2. – С. 50–57.
- Котенёва А. В. Психическая травма и защитные механизмы личности // Посттравматический и поствоенный стресс. Проблемы реабилитации и социальной адаптации участников чрезвычайных ситуаций. Материалы IV научно-практической конференции. Пермь, 24-26 мая 1999. – С. 51–60.
- Котенёва А. В. Здоровье личности и психологическая защита // Философия и будущее цивилизации. Тезисы докладов и выступлений IV Российского философского конгресса (Москва. 24-28 мая 2005г.). – Т.4. – М.: Современные тетради, 2005. – С. 727–728.
- Котенёва А. В. Проблема духовного преображения обыденного сознания в свете современной психологии // Челышев П. В. Обыденное сознание, или Не хлебом единым жив человек. – М.: МГГУ, 2007. – Приложение. – С. 353 – 355.
- Котенёва А. В. Проблема личности и духовного преображения человека в психологии и христианской антропологии // Труды членов РФО. – Вып. 14. – М.: РФО, 2007. – С. 291–303.
- Котенёва А. В. Духовность как фактор стрессоустойчивости личности в условиях мегаполиса // Психологические проблемы семьи и личности в мегаполисе. Материалы первой международной научно-практической конференции 13-14 ноября 2007 г. Москва. – М.: Институт психологии РАН. – С. 92–95.
- Котенёва А. В. Структура и «сила» духовного Я // Философское наследие и современность. Сборник научных трудов. – Вып. 7. – М.: МГГУ, 2007. – С. 28–42.
- Котенёва А. В. Понятие духовности человека в гуманитарных науках // Вестник университета. Государственный университет управления. – Серия «Социология и управление персоналом». – № 6 (32). – 2007. – С. 117–120.
- Котенёва А. В. Христианские представления о здоровье // Вестник Московского университета МВД России. – № 6. – 2007. – С. 102 – 103.
- Котенёва А. В. Анализ христианских представлений о здоровье // Вестник Московского университета МВД России. — № 7. — 2007. — С. 141-143.
- Котенёва А. В. «Язык» психологической защиты // Сборник научных трудов кафедр гуманитарных наук. – Вып. 9. – М.: МГТУ имени А. Н. Косыгина, 2008. – С. 59–68.
- Котенёва А. В. История развития представлений о психологической защите в зарубежной психологии // Вопросы гуманитарных наук. – № 2 (35). – М., 2008. – С. 245–252.
- Котенёва А. В. Эволюция представлений о здоровье личности в психологии // Вестник университета. Государственный университет управления. – Серия «Социология и управление персоналом». – № 5 (43). – 2008. – С. 75–79.
- Котенёва А. В. Феноменология механизмов психологической защиты // Вестник университета. Государственный университет управления. – Серия «Социология и управление персоналом». – № 7 (45). – 2008. – С. 102–105.
- Котенёва А. В. Личностный рост как путь преодоления деструктивной психологической защиты // Философское наследие и современность. Сборник научных трудов (в двух частях). – Вып. 8. – Ч. 2. – М.: МГГУ, 2008. – С. 34–44.
- Котенёва А. В. Методы развития «силы духа» // Поиск: Политика. Обществоведение. Искусство. Социология. Культура. – 2008. – Вып. № 2 (18). – С. 25–37.
- Котенёва А. В. Особенности защитного реагирования студентов в стрессовых ситуациях // Вопросы образования. – 2008. – № 3. – С. 170–180.
- Котенёва А. В. Духовно-нравственные способы укрепления личности человека // Вестник университета. Государственный университет управления. – Серия «Социология и управление персоналом». – № 8 (46). – 2008.
- Котенёва А. В. Защитные механизмы личности и эмоциональная сфера // Вестник Тамбовского университета. Серия «Гуманитарные науки». Тамбов, 2008. Вып. 9 (65). – С. 270–276.
- Котенёва А. В. Духовные ценности как фактор психологической защищённости личности // Вестник Костромского университета. – 2008. – Т. 14. – № 4. – С. 38–44.
- Котенёва А. В. От психологической защиты к личностному росту // Вестник университета. Государственный университет управления. – Серия «Социология и управление персоналом». – № 9 (47). – 2008. – С. 64–67.
- Котенёва А. В. Проблема взаимосвязи духовного и психофизического здоровья личности // Актуальные проблемы вузовской науки: теоретические и практические аспекты. Материалы Всероссийской научно-практической конференции, 1 декабря 2009, Тамбов / ред.: В. М. Юрьев, Н. Н. Болдырев. – Тамбов: Издательский дом ТГУ им. Г. Р. Державина, 2009. – С. 203–206.
- Котенёва А. В. Категория духовности в философской антропологии, психологии и религии // Наука. Философия. Общество. Материалы V Российского философского конгресса. – Т. 2. – Новосибирск: Параллель, 2009. – С. 389–390.
- Котенёва А. В. Защитные механизмы личности, гендер и тип темперамента // Наука и школа. — 2010. —  № 4.
- Котенёва А. В. Здоровье личности и психологическая защита // Святоотеческая психология и воспитание человека. Научные доклады и статьи. Материалы конференции XVII Международных Рождественских образовательных чтений «Наука, образование, культура: духовно-нравственные основы и пути развития». М., 18 февраля 2009. / Сост. и науч. ред.: Е. П. Гусева, О.Е. Серова. – М.: ПИ РАО, МГППУ, 2010. – С. 99–117.
- Котенёва А. В. Психологическая защита в святоотеческой психологии и психологической науке //Психология воспитания и образования современного человека: диалог со святоотеческой традицией. Научные доклады и статьи / Сост. и науч. ред.: Е. П. Гусева, О. Е. Серова; отв. за вып.: архиепископ Игнатий, действ. чл. РАО, проф. В. В. Рубцов. – М.: ПИ РАО, МГППУ, 2011. – 224 с. (XVIII Международные Рождественские образовательные чтения «Практический опыт и перспективы церковно-государственного сотрудничества в области образования»).
- Котенёва А. В. Задачи и цели современной психотерапии и психологии // В сборнике научных трудов кафедр гуманитарных наук. № 12. – М.: МГТУ имени А. Н. Косыгина, 2011.
- Котенёва А. В. Православная традиция и современная научная психология как основа исследования психологической защиты личности. Тезисы. - 6 философский конгресс. Философия в современном мире: диалог мировоззрений. Материалы (Нижний Новгород, 27–30 июня 2012г.). Т.2. – С. 233–234.
- Котенёва А. В. Печаль и горе: пути и способы их преодоления (на материале эпических поэм Гомера «Илиада» и «Одиссея») // Вестник КГУ имени Н. А. Некрасова. — № 4. — 2013. — С. 152-156.
- Котенёва А. В. Феномен психологической защиты в поэмах Гомера «Илиада» и «Одиссея» // Вестник Костромского государственного университета. Серия: Педагогика. Психология. Социокинетика. — 2014. — Т. 20. — № 2. — С. 31-34.
- Котенёва А. В. Феномен веры как основа жизнестойкости личности // Личность в экстремальных условиях и кризисных ситуациях жизнедеятельности: Сборник научных статей III Международной научно-практической конференции / Под ред. Р. В. Кадырова. – Владивосток: Морской государственный университет, 2014. – С. 32–35.
- Котенёва А. В. Духовно-нравственное здоровье личности и предназначение человека // Психологический институт в современном научно-психологическом пространстве: международные Челпановские чтения 2014. Материалы Московской научно-практическая конференция к 100-летию Торжественного открытия Психологического института им. Л. Г. Щукиной (1914–2014).. Сер. "Альманах научного архива Психологического института" / Сост., науч. ред. О. Е. Серова, Е. П. Гусева. Под общ. ред. В. В. Рубцова. – М.: Алькор Паблишер, 2014. – С. 118-126.
- Котенёва А. В. Феномен телесности в поэме Гомера „Одиссея“ и в христианской традиции // Альманах современной науки и образования. — 2014. — № 8 (86). — С. 94-96.
- Котенёва А. В. Понятие духовности в эпических поэмах Гомера «Илиада» и «Одиссея» // Вестник Костромского государственного университета имени Н. А. Некрасова. Серия: Педагогика. Психология. Социальная работа. Ювенология. Социокинетика. – 2015. – Т. 21. – № 3. – С. 43–47.
- Котенёва А. В. Самосознание и «я-концепция» героев поэмы Гомера «Илиада» // Мир психологии. — 2015. — № 3. — С. 86-95.
- Котенёва А. В. Феномен страсти (на материале эпических поэм Гомера «Илиада» и «Одиссея») // Вестник Костромского государственного университета имени Н. А. Некрасова. Серия: Педагогика. Психология. Социальная работа. Ювенология. Социокинетика. — 2015. — Т. 21. — № 1. — С. 57–
- Котенёва А. В. Дезадаптивные состояния студентов в стрессовых ситуациях и защитные механизмы // 7-я Российская конференция по экологической психологии. Тезисы / отв. ред. М. О. Мдивани. — М.: ФГБНУ «Психологический институт РАО»; СПб.: Нестор-История, 2015. — С. 259–261. — 496 с.
- Котенёва А. В. Способы избавления от страдания // Международный журнал прикладных и фундаментальных исследований. — 2016. — № 4-5. — С. 1006-1009.
- Котенёва А. В. Личность героя в древнегреческой мифологии: природа воли и мотивации (на материале эпических поэм Гомера "Илиада" и "Одиссея") // Альманах современной науки и образования. — 2015. — № 4 (94). — С. 92-95.
- Котенёва А. В. Индивидуальность героя древнегреческой мифологии: имя, характер и способности (на материале эпических поэм Гомера "Илиада" и "Одиссея") // Альманах современной науки и образования. 2015. № 5 (95). С. 105-107.
- Котенёва А. В. Деструктивная психологическая защита и пути её преодоления // Международный журнал прикладных и фундаментальных исследований. – 2016. – № 4. – Ч. 5. – С. 1002–1006.
- Котенёва А. В. Священное Писание о природе и «делах» любви // Вестник Костромского государственного университета имени Н. А. Некрасова. – Серия «Педагогика. Психология. Социальная работа. Ювенология. Социокинетика». – 2016. – № 3. – С. 35–41.
- Котенёва А. В., Оганесян А. Н. Программа тренинга, направленного на разрешение неконструктивных ценностно-мотивационных конфликтов в процессе профессионального самоопределения // Психологическая безопасность образовательной среды: подходы, модели, профилактика / Отв. ред. А. В. Кокурин, А. В. Литвинова. – М.: Издательство «Авторская мастерская», ИП Федотов Д. А., 2016. – С. 330–338.
- Котенёва А. В., Оганесян А. Н. Ценностно-мотивационные конфликты у старшеклассников в процессе профессионального самоопределения // Психологическая безопасность образовательной среды: подходы, модели, профилактика/ Отв. ред. А. В. Кокурин, А. В. Литвинова. – М.: Издательство «Авторская мастерская», ИП Федотов Д. А., 2016. – С. 107–144.
- Котенёва А. В. Экстремальная психология в эпических поэмах Гомера // Гуманитарные основания социального прогресса: Россия и современность сборник статей Международной научно-практической конференции. Министерство образования и науки РФ; Московский государственный университет дизайна и технологии. — М.: МГУДТ, 2016. — С. 178-184.
- Котенёва А. В. Личностные уровни и система жизнеобеспечения личности в стрессовых ситуациях // Вестник Костромского государственного университета имени Н. А. Некрасова. Серия: Педагогика. Психология. Социальная работа. Ювенология. Социокинетика. – 2016. – Т. 22. – № 1. – С. 111–116.
- Котенёва А. В. Личностные факторы переживания террористической угрозы у студентов // Психология обучения. – 2016. – № 7. – С. 46–64.
- Котенёва А. В. Психологические факторы переживания террористической угрозы у студентов // Психология обучения. – 2016. – № 10. – С. 36–46.
- Особенности переживания духовного кризиса у студентов с разным уровнем религиозности // Психология обучения. – СГУ. – 2017. – № 3. – С. 45–65.
- Котенёва А. В. Особенности психологического здоровья у студентов с разным уровнем религиозности // Психология обучения. – № 6. – 2017. – С. 13–26.
- Котенёва А. В. Взаимосвязь переживания террористической угрозы и психологического здоровья у студентов // Личность в экстремальных условиях и кризисных ситуациях жизнедеятельности. — 2017. — № 7. – С. 153-160.
- Котенёва А. В., Лихачёва С. Н., Кокурин А. В. Социально-психологические особенности лидеров несовершеннолетних осужденных [Электронный ресурс] // Психология и право. — Т. 8. — № 3. — С. 206–225. doi:10.17759/psylaw.2018080315
- Котенёва А. В., Верещагина М. А. Особенности качества деятельности оперативного персонала тепловых электростанций с разным уровнем профессионализма // Российский психологический журнал. — 2018. — Т. 15. — № 4. — С. 142-178. doi:10.21702/rpj.2018.4.7
- Котенёва А. В., Евстигнеев В. М. Психологический тренинг как способ повышения стрессоустойчивости у подростков, занимающихся подводным плаванием // Модели и технологии оказания психологической помощи детям и подросткам в экстремальных ситуациях Коллективная монография. / Под общ. ред. А. В. Кокурина, В. И. Екимовой, Е. А. Орловой. — Пермь, 2018. — С. 104-114.
- Котенёва А. В., Кушникова Е. Ю. Семейное неблагополучие: проблемы, критерии и методики диагностики // Модели и технологии оказания психологической помощи детям и подросткам в экстремальных ситуациях Коллективная монография. / Под общ. ред. А. В. Кокурина, В. И. Екимовой, Е. А. Орловой. — Пермь, 2018. — С. 114-125.
- Котенёва А. В., Латушко С. И. Личностные факторы переживания террористической угрозы у учащихся кадетских классов общеобразовательных школ // Модели и технологии оказания психологической помощи детям и подросткам в экстремальных ситуациях Коллективная монография. / Под общ. ред. А.В. Кокурина, В. И. Екимовой, Е. А. Орловой. — Пермь, 2018. — С. 14-22.
- Котенёва А. В., Ильясова Д. А. Ценности как основа жизнестойкости личности // Психология обучения. — 2018. — № 4. — С. 78-87.
- Котенёва А. В., Власова А. Д., Макарова О. В. Психологические ресурсы готовности студентов-психологов экстремального профиля к профессиональной деятельности // Психология обучения. — 2018. — № 5. — С. 65-77.
- Котенёва А. В., Потапова Н. В. Профессиональная успешность врачей // Психология обучения. — 2018. — № 6. — С. 83-91.
- Котенёва А. В. Любовь как основа существования человека в современном мире // Человек в современном мире: идентичность и межкультурная коммуникация. Международная монография Сост., ред. Н. Б. Михайлова, И. Э. Соколовская. Дюссельдорф, Германия: Друкхаус Дуйсбург; Энциклопедист-Максимум, 2019. – С. 190-194. – 604 с.
- Котенёва А. В. Религиозность и духовный кризис у студентов // Человек в современном мире: идентичность и межкультурная коммуникация. Международная монография Сост., ред. Н. Б. Михайлова, И. Э. Соколовская. Дюссельдорф, Германия: Друкхаус Дуйсбург; Энциклопедист-Максимум, 2019. – С. 195-204. – 604 с.
- Челышев П. В., Котенёва А. В. Личностные факторы жизнеспособности студентов-горняков // Горный журнал. — 2019. — № 11. — С. 87-92. doi:10.17580/gzh.2019.11.16
- Котенёва А. В. Духовно-нравственная регуляция психологических состояний человека // Человеческий капитал. — 2019. — № 12 (132). — С. 72-80.
- Котенёва А. В., Кобзарёв С. А. Особенности ценностно-смысловой сферы спасателей с разным уровнем профессиональной социально-психологической адаптации // Социальная психология и общество. 2019. Т. 10. № 1. С. 35-52.
- Петров В. Е., Кокурин А. В., Екимова В. И., Котенёва А. В., Березина Т. Н. Оценка толерантности военнослужащих к экстремистской идеологии // Психология и право. 2019. Т. 9. № 2. С. 69-83.
- Котенёва А. В., Кокурин А. В., Екимова В. И., Фролова А. А. Прогностическая модель профессиональной успешности водолазов-спасателей // Психологический журнал. — 2020. — Т. 41. — № 1. — С. 31–44.
- Котенёва А. В. Психологические ресурсы и биопсихологический возраст сотрудников силовых структур // Человек в современном мире: кризис и глобализация. Международная междисциплинарная коллективная монография. / Сост., ред. М. le Chanceaux, И. Э. Соколовская. – М.: Энциклопедист-Максимум, 2020. — С. 256-262. — 682 с.
- Котенёва А. В., Челышев П. В. Религиозная идентичность и психологическое здоровье студентов // Высшее образование в современном мире: история и перспективы. Коллективная монография. / Сост., ред. M. В. Бахтин. — М.: Энциклопедист-Максимум, 2020. — С. 190-208. — 302 с.
- Челышев П. В., Котенёва А. В. Социально-демографические и психологические факторы биопсихологического возраста специалистов опасных профессий // Биопсихологический возраст и здоровье профессионалов. Монография. / Под ред. Т. Н. Березиной. — М.: Издательский дом Академии имени Н. Е. Жуковского, 2020. — С. 45-58.
- Котенева А. В., Седова К. Ю. Эмоциональный интеллект как ресурс психологической устойчивости сотрудников полиции // Актуальные проблемы психологии правоохранительной деятельности: концепции, подходы, технологии (Васильевские чтения - 2020). Материалы международной научно-практической конференции. — СПб.: Санкт-Петербургский университет Министерства внутренних дел Российской Федерации, 2020. — С. 297-301.
- Котенёва А. В., Кокурин А. В., Литвинова А. В., Гончаренко А. В. Профессиональное самоотношение и адаптация сотрудников уголовно-исполнительной системы // Психология и право. — 2020. — № 3. — С.-20-35.
- Котенёва А. В. Смысложизненные ориентации и биопсихологический возраст сотрудников уголовно-исполнительной системы // Психология и право. — 2020. — № 3. — С. 36-51.
- Котенёва А. В., Кокурин А. В., Екимова В. И., Фролова А. А. Прогностическая модель профессиональной успешности водолазов-спасателей // Психологический журнал. — 2020. — Т. 41. — № 1. — С. 31-44.
- Котенёва А. В., Литвинова А. В. Психологическая безопасность личности как фактор биопсихологического возраста магистрантов // Человеческий капитал. — 2021. — Т. 1. — № 12 (156). — С. 125-135.
- Екимова В. И., Розенова М. И., Литвинова А. В., Котенёва А. В. Травматизация страхом: психологические последствия пандемии COVID-19 // Современная зарубежная психология. — 2021. — Т. 10. — № 1. — С. 27-38.
- Литвинова А. В., Котенёва А. В., Кокурин А. В., Иванов В. С. Проблемы психологической безопасности личности в экстремальных условиях жизнедеятельности // Современная зарубежная психология. — 2021. — Т. 10. — № 1. — С. 8-16.
- Котенёва А. В., Швечиков А. А. Гендерные особенности переживания смысложизненного кризиса у подростков // Психологическая безопасность образовательной среды: проблемы, ресурсы, профилактика: монография / кол. авторов; под общ. ред. А. В. Литвиновой, А. В. Кокурина. — М.: Русайнс, 2022. — С. 48-59.

на английском языке
- Koteneva А. Spiritual-moral aspect in investigation of personality's psychological defence // The XXII World Congress of Philosophy (WCP 2008) July 30 – August 5, 2008, Seoul National University, Seoul, Korea. – P. 33.
- Koteneva А. Religiosity, personal values and psychological health of students// International Journal of Social and Economic Sciences Uluslararası Sosyal ve Ekonomik Bilimler Dergisi 7 (1), 2017. – P. 78-82.
- Koteneva А. Religiosity, personal values and psychological health of students//3RD INTERNATIONAL CONGRESS on EDUCATION SCIENCES AND LEARNING TECHNOLOGY (ICESLT). Athens, Greece. 15 – 19. November, 2017. – P. 37.
- Koteneva А. The psychological correlates of psychology students’ resistance to extreme situations// 3RD INTERNATIONAL CONGRESS on EDUCATION SCIENCES AND LEARNING TECHNOLOGY (ICESLT). Athens, Greece. 15–19. November, 2017. – P. 41.
- Koteneva А., Potapova N., Ekimova V., Kokurin А., Litvinova А. Volition as a factor of professional success of extreme profile doctors // Book Of Abstracts XVI European Congress Of Psychology European Federation Of Psychologists' Associations Lomonosov Moscow State University, Faculty Of Psychology 2-5 July, 2019, Lomonosov Moscow State University, Moscow The publication was supported by the Russian Fund for Basic Research № 19-013-20175. — Р. 1110.
- Ekimova V., Petrov V., Kokurin А., Koteneva А., Berezina Т. Military personnel tolerance to extremist ideology: psychological assesment factors // Book Of Abstracts XVI European Congress Of Psychology European Federation Of Psychologists' Associations Lomonosov Moscow State University, Faculty Of Psychology 2-5 July, 2019, Lomonosov Moscow State University, Moscow The publication was supported by the Russian Fund for Basic Research № 19-013-20175. — P. 1956.
- Litvinova А., Kokurin А., Koteneva А., Ekimova V., Pozdnyakov V. Procrastination as a risk factor of the psychological safety of educational environment // Book Of Abstracts XVI European Congress Of Psychology European Federation Of Psychologists' Associations Lomonosov Moscow State University, Faculty Of Psychology 2-5 July, 2019, Lomonosov Moscow State University, Moscow The publication was supported by the Russian Fund for Basic Research № 19-013-20175. — P. 1999.
- Valentina E., Kokurin А., Koteneva А., Berezina Т., Litvinova А. Psychology Students’ Extreme Stress-Resistance Abilities // Book Of Abstracts XVI European Congress Of Psychology European Federation Of Psy-chologists' Associations Lomonosov Moscow State University, Faculty Of Psychology 2-5 July, 2019, Lomonosov Moscow State University, Moscow The publication was supported by the Russian Fund for Basic Research № 19-013-20175. — P. 2035.
- Litvinova А., Kokurin А, Ekimova V., Koteneva А., Pozdnyakov V. Procrastination as a Threat to the Psychological Security of the Educational Environment // Behavioral Sciences. — 2020. — 10(1), 1; doi:10.3390/bs10010001
- Koteneva A. V., Litvinova A. V., Kokurin A. V. Volitional component of the personality’s psychological safety of physicians and their professional success // E3S Web of Conferences. 210, 20019 (2020) ITSE-2020 https://doi.org/10.1051/e3sconf/202021020019
- Koteneva A. Psychological factors of biopsychological age of law enforcement personnel // Agathos: An International Review of the Humanities and Social Sciences. — Vol. 11. — Issue 2 (21): 221-231.
- Koteneva A. V., Chelyshev P. V. Spiritual and moral bases оf psychological safety of mining students // Eurasian Mining. — 2020. - No. 2. — pp. 68–72.
- Koteneva А. Personal health in the context of Christian worldview // AGATHOS. — Vol. 11. — Issue 1 (20): 301-309.
- Koteneva A. V., Chelyshev P. V. Рsychological resistance of mining students to stress factors // Eurasian Mining. — 2020. — No. 1. — pp. 84–88.